# Universitat Tècnica de l'Azerbaidjan
La Universitat Tècnica de l'Azerbaidjan (en àzeri, Azərbaycan Texniki Universiteti) és una institució educativa de finançament públic establerta a la ciutat de Bakú. La Universitat és un centre d'ensenyament superior de l'Azerbaidjan en què s'imparteixen ensenyaments d'enginyeria i tecnologia.

## Història
La "Universitat Tècnica de l'Azerbaidjan" va ser fundat el 1950 com "Institut Politècnic de l'Azerbaidjan".
És successora del Politècnic de Bakú, que va ser fundat en 1887 durant l'era tsarista. El Politècnic va créixer de manera simultània a com es desenvolupava la incipient industrialització de l'Azerbaidjan, que va arribar al seu apogeu cap a la dècada de 1930 durant l'era soviètica.
Durant aquest període el Politècnic es va fer un dels més importants centres de l'ensenyament superior de l'Azerbaidjan i una de les més principals escoles d'enginyeria de la Unió Soviètica.
El 1993, dos anys després de la independència de l'Azerbaidjan, el "Institut Politècnic de l'Azerbaidjan" es va reorganitzar i va passar a denominar-se "Universitat Tècnica de l'Azerbaidjan".

## Facultats i Instituts

### Facultats
1. Facultat Enginyeria Elèctrica i Enginyeria Elèctrica
2. Facultat Transport
3. Facultat Màquines Tecnològiques
4. Facultat Equips i Tecnologies Especials
5. Facultat Radioingeniería i Comunicació
6. Facultat Metal·lúrgia
7. Facultat Construcció de Màquines
8. Facultat Enginyeria de Negocis i Gestió

La Universitat té 8 facultats, prop de 1.100 professors i 6.000 estudiants.
La Universitat té una filial a Gandja.
A la Universitat també existeix secció per a ciutadans estrangers.

## Rectors
- Prof. Vilayet Vəliyev